# 秀水天主教堂
秀水天主堂位於四川省綿陽市安州区秀水镇，屬天主教成都教區。建築年代判定為1913年。2012年7月16日公佈為第八批四川省文物保護單位。

## 建築
秀水天主教堂位於四川省綿陽市安州区秀水鎮槐蔭街26號，1913年由法國傳教士魯神父（Auguste Flachère）建。教堂座西北向東南，由經堂、後堂（小洋樓）、客房、等組成，呈四合院佈局，占地面積4600餘平方米。現存建築有經堂、後堂（小洋樓）、客房。經堂座西北向東南，為單簷懸山頂，磚木構。面闊六間28.4米，進深三間10.7米，通高11米，建築面積303.88平方米。堂內施圓柱，西面山牆上開有園拱門三道，山牆頂部立“十字”架。房蓋下施穹窿卷棚，經牆上建鏗花格紋窗，房面蓋小青瓦。後堂（小洋樓），座西北向東南，為單簷撫殿頂，二層磚木構，建在0.45米高的素面台基上。面闊四間17.4米，進深二間10米，通高11米，建築面積174平方米。東北、東南、西南三面設廊道，寬2.7米。方形須彌座磚柱。東南山牆面設木樓梯。房蓋抬梁下施木座板，房面蓋小青瓦。一樓設地下室，作儲藏食品用。客房座東南向西北，為單簷懸山頂，二層磚木構。面闊十一間45米，進深二間10米，通高6.8米，建築面積450平方米。房蓋抬梁下施木座板，房面蓋小青瓦。該教堂為歐式建築，於1989年批為宗教活動場所。1993年，安縣人民政府公佈為縣級文物保護單位。

## 外部連結
- .   [2023-11-11]. （原始内容存档于2023-11-11）.